# شركة بن داود القابضة
شركة بن داود القابضة المعروفة سابقاً باسم (أسواق بن داود)، وتعرف اختصارا (بن داود) شركة شركة مساهمة سعودية، مدرجة في السوق المالية السعودية منذ 21 أكتوبر 2020.
تمتلك بن داود القابضة سلسلة سوبر ماركت وهايبر ماركت في المملكة العربية السعودية، تعمل في مجال البيع بالتجزئة. تم افتتاح أول متجر عام 1984 في مكة. وأصبحت تمتلك حتى مايو 2022، (78) متجراً منتشرة في أرجاء المملكة، منها 52 هايبر ماركت و 26 سوبرماركت. في أبريل 2019، تم إطلاق تطبيق (BinDawood)، وهو منصة تجارة إلكترونية رقمية تسمح للمستهلك الشراء من خلال الإنترنت.
بدء تداول أسهم شركة بن داود القابضة في السوق الرئيسية للسوق المالية السعودية (تداول) في يوم الأربعاء الموافق 21 أكتوبر 2020 برمز تداول 4161 وبالرمز الدولي (SA154HG210H6).